# Reganochromis calliurus
Reganochromis calliurus – gatunek słodkowodnej ryby z rodziny pielęgnicowatych (Cichlidae), jedyny przedstawiciel rodzaju Reganochromis. Hodowana w akwariach.

## Występowanie
Gatunek endemiczny, szeroko rozprzestrzeniony w jeziorze Tanganika w Afryce Wschodniej. Zasiedla głębokie wody przybrzeżne nad piaszczystym dnem.

## Opis
Osiąga do 15 cm długości.

## Ochrona
Gatunek wpisany do Czerwonej księgi gatunków zagrożonych w kategorii LC.